# Kawaniši H6K
Kawaniši H6K (japonsky 九七式飛行艇, Kjúnana šiki hikótei, Létající člun typu 97; 九七式大型飛行艇, Kjúnana šiki daikei hikótei, Velký létající člun typu 97) byl čtyřmotorový létající člun japonského císařského námořního letectva používaný během druhé světové války k hlídkování nad oceánem. Japonci jeho dlouhé označení zkracovali na 九七式大艇 Kjúnana šiki daitei/taitei (Velký letoun typu 97). Spojenecké kódové označení pro tento typ bylo Mavis, případně Serial 43.

## Vývoj

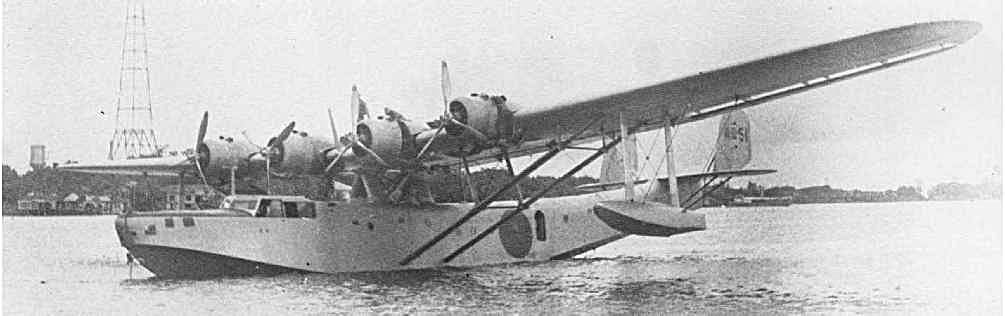
Dopravní Kawaniši H6K

Letoun vznikl jako odpověď na požadavek námořnictva z roku 1933 a při jeho konstrukci byly použity poznatky, které konstruktéři Kawaniši získali při návštěvě továrny Short Brothers ve Velké Británii. Short byl v té době jednou z vedoucích firem v oboru. Typ S, jak nový letoun nazývali v Kawaniši, byl velký, čtyřmotorový jednoplošník s dvojitými svislými ocasními plochami a s trupem zavěšeným pod křídlo typu parasol pomocí množství podpěr. Postaveny byly tři prototypy, z nichž každý další měl lepší vlastnosti jak ve vzduchu tak na vodě a nakonec i výkonnější motory. První z nich poprvé vzlétl 14. července 1936 a byl původně označován Létající člun typ 97, později H6K. Celkem bylo postaveno 217 kusů.

## Služba

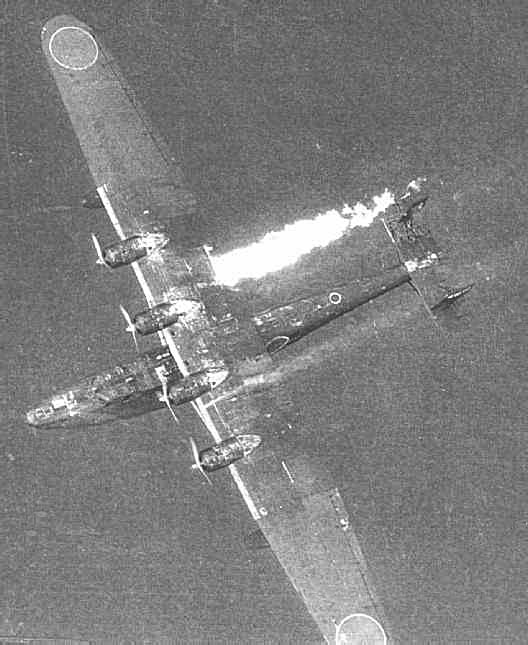
Hořící Kawaniši H6K

H6K byly nasazeny do služby od roku 1938, nejprve v čínsko-japonské válce a poté naplno ve válce v Pacifiku. Stroje vynikaly svou vytrvalostí, létaly i na 24hodinové hlídkové lety a byly dokonce používány pro dálkové nálety na Rabaul a Nizozemskou východní Indii.
Létající čluny tohoto typu se brzy staly zranitelné novou generací spojeneckých stíhacích letounů, ale přesto pokračovaly ve službě až do konce války v oblastech s menším rizikem střetu s nepřátelskými stíhači. V prvoliniové službě byl nahrazen modernějšími letouny Kawaniši H8K.
Během služby se však létající čluny typu 97 nesetkávaly jenom s nepřátelskými stíhači, ale i s hlídkovými a průzkumnými letouny protivníka, jako například s B-17 a B-24. V případě takového setkání měly americké stroje výhodu vyšší rychlosti, silnější výzbroje a pancéřování. Během bojů o Guadalcanal zaznamenali Japonci těžké ztráty létajících člunů, které mizely zdánlivě bez příčiny, neboť je spojenecká letadla sestřelila dříve, než stihly odeslat zprávu o napadení. Dne 21. listopadu 1942 se H6K číslo 36 od kókútai 851 ze Shortlandu střetl s B-17E s/n 41-2433 26th BS 11th BG 13th AF USAAF. Létající člun tai'i (大尉 poručík) Cuneo Hicudžiho byl sice poškozen, ale dokázal se vrátit na základnu a podat zprávu o střetnutí. To vedlo k posílení pasivní ochrany a výzbroje létajících člunů v polních podmínkách ostrovní hydroplánové základny.
Některé stroje po válce možná létaly v Indonésii, ale do dnešních dnů se žádný nedochoval.

## Specifikace (H6K4)

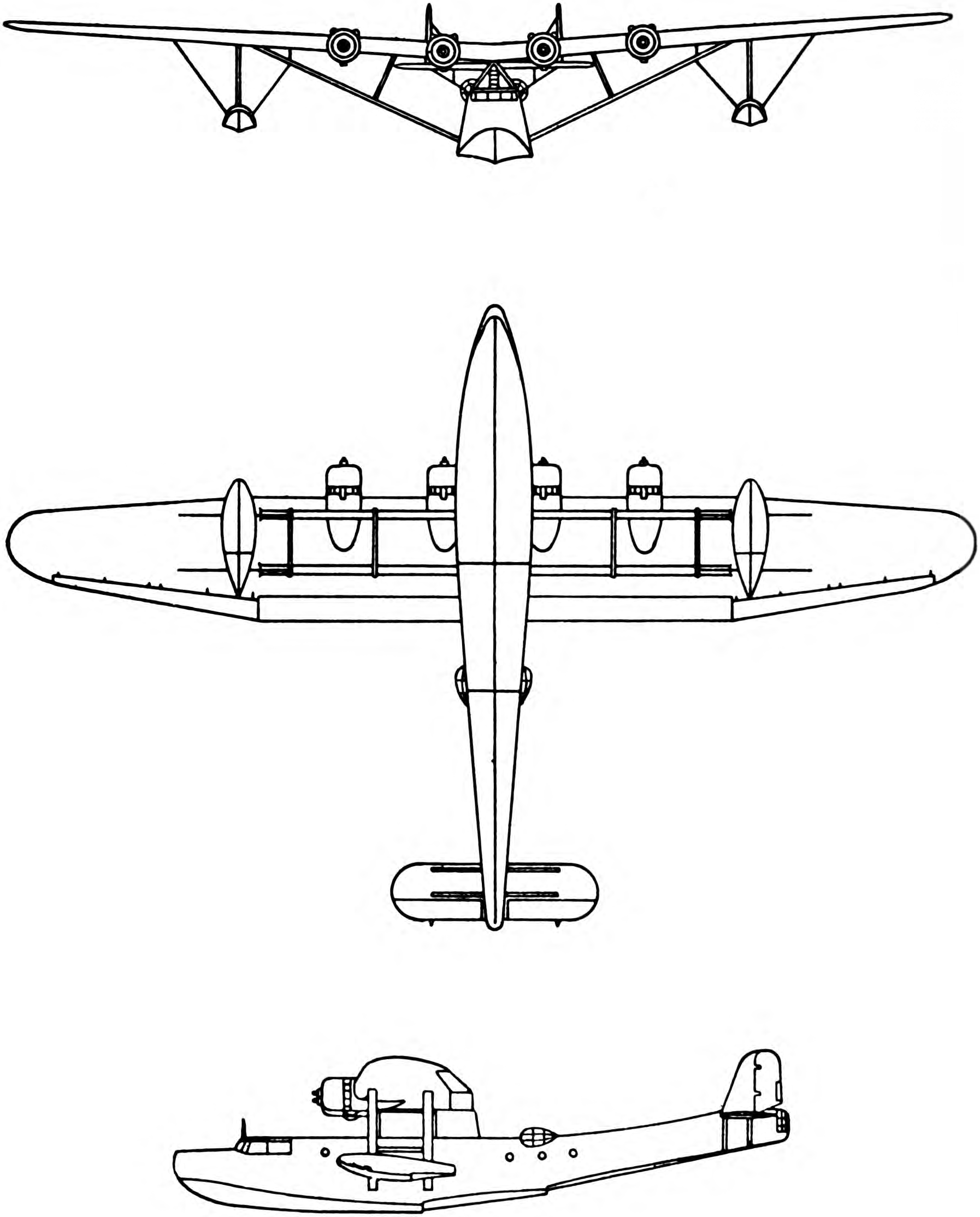
Třípohledový nákres H6K

Zdroj:

### Technické údaje
- Osádka: 9
- Rozpětí: 40 m
- Délka: 25,63 m
- Nosná plocha: 170 m²
- Hmotnost prázdného letounu: 11 707 kg
- Maximální vzletová hmotnost: 21 500 kg
- Pohonná jednotka: 4 × 14válcový dvouhvězdicový motor Micubiši Kinsei 43
  - Výkon pohonné jednotky: 4 × 740 kW (1 000 k)

### Výkony
- Maximální rychlost: 362 km/h
- Dostup: 6 000 m
- Počáteční stoupavost: 3,3 m/s
- Dolet: 4 797 km
- Maximální dolet: 6 080 km

### Výzbroj
- 1 × kanón Typ 99 ráže 20 mm
- 4 × kulomet Typ 92 ráže 7,7 mm
- 2 × torpédo po 800 kg nebo 1 000 kg pum